# Tổng giáo phận Adelaide
Tổng giáo phận Adelaide (tiếng Anh: Archdiocese of Adelaide; tiếng Latinh: Archidioecesis Adelaidensis) là một tổng giáo phận của Giáo hội Latinh trực thuộc Giáo hội Công giáo Rôma với tòa giám mục đặt tại Adelaide, Nam Úc.

## Nhà thờ chính tòa
Nhà thờ chính tòa Thánh Phanxicô Xaviê, Adelaide là nơi đặt ngai tòa Tổng giám mục Adelaide

## Lịch sử
Hạt Đại diện Tông tòa Adelaide được thành lập vào ngày 5/4/1842 trên phần lãnh thổ được tách ra từ Hạt Đại diện Tông tòa New Holland và các vùng đất của Van Diemen (sau trở thành Giáo hội Tổng giáo phận Sydney), cả hai đều là các vùng lãnh thổ truyền giáo tiền giáo phận. Hạt Đại diện Tông tòa được nâng cấp thành Giáo phận Adelaide hai tuần sau vào ngày 22/4/1842, 6 năm sau khi Công giáo cập bến Glenelg.
Vào năm 1845 một phần lãnh thổ được tách ra để thành lập Hạt Đại diện Tông tòa King George Sounde - The Sound, tuy nhiên địa giới đã trở lại như cũ vào năm 1847 khi Hạt Đại diện Tông tòa bị giải thể.
Vào ngày 10/5/1887, giáo phận Adelaide được nâng cấp thành một tổng giáo phận, đồng thời một phần lãnh thổ được tách ra để thành lập Giáo phận Port Augusta.
Giáo hoàng Gioan Phaolô II đã đếm thăm giáo phận vào tháng 11/1986.
Vào ngày 19/3/2020, Patrick O'Regan đã được Giáo hoàng Phanxicô bổ nhiệm làm Tổng giám mục thứ 12 của Adelaide.

## Lãnh đạo giáo phận
Các giai đoạn trống tòa không quá 2 năm hay không rõ ràng bị loại bỏ.
- Francis Murphy † (22/4/1842 - 26/4/1858 qua đời)
- Patrick Bonaventure Geoghegan, O.F.M. † (8/9/1859 - 10/3/1864 được chỉ định làm Giám mục Goulburn)
  - Trống tòa (1864-1866)
- Laurence Bonaventure Sheil, O.F.M. † (15/8/1866 - 1/3/1872 qua đời)
- Christopher Augustine Reynolds † (25/5/1873 - 12/6/1893 qua đời)
- John O'Reilly † (5/1/1895 - 6/7/1915 qua đời)
- Robert William Spence, O.P. † (6/7/1915 - 5/11/1934 qua đời)
- Andrew Killian † (5/11/1934 thừa kế chức vụ - 28/6/1939 qua đời)
- Matthew Beovich † (11/12/1939 - 1/5/1971 về hưu)
- James William Gleeson † (1/5/1971 thừa kế chức vụ - 19/6/1985 từ nhiệm)
- Leonard Anthony Faulkner † (19/6/1985 thừa kế chức vụ - 3/12/2001 về hưu)
- Philip Edward Wilson † (3/12/2001 thừa kế chức vụ - 30/7/2018 từ nhiệm)[3]
- Patrick Michael O'Regan, từ 19/3/2020

## Thống kê
Đến năm 2020, giáo phận có 278.300 giáo dân trên dân số tổng cộng 1.534.120, chiếm 18,14%.
| Năm  | Dân số   | Dân số    | Dân số | Linh mục      | Linh mục       | Linh mục      | Linh mục                | Phó tế | Tu sĩ     | Tu sĩ    | Giáo xứ |
| Năm  | giáo dân | tổng cộng | %      | linh mục đoàn | linh mục triều | linh mục dòng | tỉ lệ giáo dân/linh mục | Phó tế | nam tu sĩ | nữ tu sĩ | Giáo xứ |
| ---- | -------- | --------- | ------ | ------------- | -------------- | ------------- | ----------------------- | ------ | --------- | -------- | ------- |
| 1950 | 55.000   | 550.000   | 10,0   | 104           | 67             | 37            | 528                     |        | 90        | 579      | 43      |
| 1959 | 120.000  | 750.000   | 16,0   | 172           | 95             | 77            | 697                     |        | 146       | 681      | 65      |
| 1966 | 158.500  | 838.000   | 18,9   | 189           | 93             | 96            | 838                     |        | 180       | 722      | 73      |
| 1970 | 193.137  | 942.288   | 20,5   | 205           | 97             | 108           | 942                     |        | 199       | 678      | 74      |
| 1980 | 219.000  | 1.079.000 | 20,3   | 213           | 103            | 110           | 1.028                   |        | 193       | 595      | 76      |
| 1990 | 248.000  | 1.210.000 | 20,5   | 192           | 100            | 92            | 1.291                   | 1      | 148       | 460      | 77      |
| 1999 | 266.927  | 1.254.751 | 21,3   | 177           | 91             | 86            | 1.508                   | 3      | 147       | 382      | 77      |
| 2000 | 266.927  | 1.254.927 | 21,3   | 174           | 91             | 83            | 1.534                   | 3      | 147       | 382      | 56      |
| 2001 | 266.927  | 1.497.634 | 17,8   | 177           | 92             | 85            | 1.508                   | 3      | 146       | 382      | 76      |
| 2002 | 267.012  | 1.254.437 | 21,3   | 171           | 93             | 78            | 1.561                   | 4      | 121       | 327      | 75      |
| 2003 | 275.174  | 1.290.786 | 21,3   | 181           | 102            | 79            | 1.520                   | 4      | 121       | 335      | 75      |
| 2004 | 275.174  | 1.290.786 | 21,3   | 153           | 93             | 60            | 1.798                   | 5      | 103       | 326      | 67      |
| 2006 | 275.174  | 1.290.786 | 21,3   | 135           | 72             | 63            | 2.038                   | 4      | 123       | 324      | 67      |
| 2012 | 281.700  | 1.414.000 | 19,9   | 139           | 74             | 65            | 2.026                   | 7      | 105       | 272      | 61      |
| 2015 | 299.000  | 1.480.000 | 20,2   | 132           | 73             | 59            | 2.265                   | 12     | 102       | 246      | 58      |
| 2018 | 322.650  | 1.736.000 | 18,6   | 138           | 78             | 60            | 2.338                   |        | 109       | 245      | 57      |
| 2020 | 278.300  | 1.534.120 | 18,1   | 165           | 92             | 73            | 1.686                   | 15     | 123       | 239      | 56      |

## Giáo phận trực thuộc
- Giáo phận Darwin
- Giáo phận Port Pirie